# Heinz Schacher
Heinz Schacher (* 2. Januar 1917; † unbekannt) war ein deutscher Fußballtorwart.
Vor 1945 war er für FC Thüringen Weida und SV Dessau 05 aktiv. Er spielte in der DDR-Oberliga für den SV Stahl Thale.